# Казе Марки/Милани (Тревизо)
Казе Марки/Милани је насеље у Италији у округу Тревизо, региону Венето.
Према процени из 2011. у насељу је живело 84 становника. Насеље се налази на надморској висини од 45 м.